# Bordeaux-Klassifizierung
Die Bordeaux-Klassifizierung ist eine Eingruppierung von Bordeauxweinen nach Qualitätsstufen. Durch diese Eingruppierung soll das Qualitäts- und Preisniveau der im Weinbaugebiet angebauten Weine verdeutlicht werden.
Die Hafenstadt Bordeaux ist seit der Römerzeit durch Handel geprägt. Die Qualitätsunterschiede der dort gehandelten Weine schlugen sich schon vor Jahrhunderten in ihrem Preis nieder. Generell gilt für die Bordeauxweine die Regel: Je kleiner und enger umgrenzt die Appellation ist, umso höher sind Qualitätsniveau der Weine und entsprechend ihr Preis.
Die bekannteste der Einstufungen erfolgte im Jahr 1855 und betrifft die Weine des Médoc sowie von Sauternes und Barsac. Als Kriterium wurden die seit spätestens der französischen Revolution erzielten Verkaufspreise gewählt..
Die anderen Klassifizierungen sind deutlich jüngeren Datums. Im Jahr 1959 wurden in der Region Graves 13 Weingüter von Rotweinen und 9 Châteaux von Weißweinen als  Cru Classés eingestuft. Im gleichen Jahr wurde die erste Klassifizierung der Weine von Saint Émilion veröffentlicht.
Im Jahr 1932 wurden die im Jahr 1855 nicht berücksichtigten Güter als Crus Bourgeois eingestuft. Diese Liste wurde im Jahr 2003 aktualisiert und umfasst 247 Weingüter in den Stufen "Crus bourgeois exceptionnels", "Crus bourgeois supérieurs" und "Crus bourgeois".

## Beispiel
Das Médoc ist ein größeres Gebiet (eine Halbinsel) im Bordelais (Bordeauxgebiet). Es erstreckt sich am linken Ufer (Rive gauche) der Gironde von Bordeaux bis Saint-Vivien-de-Médoc. Der gesamte dort erzeugte Wein darf unter der Appellation Médoc vermarktet werden. Dies sind jährlich ca. 300.000 Hektoliter Wein gehobener Qualität. Der südliche Teil des Médoc besitzt höherwertige Lagen. Daher werden diese Weine in der Regel unter der Appellation Haut-Médoc angeboten (rund 250.000 Hektoliter pro Jahr). Die Weine der berühmten Weinbaugemeinden Pauillac, Saint-Estèphe, Saint-Julien, Listrac, Moulis und Margaux innerhalb des Haut-Médoc besitzen aufgrund ihrer anerkannt höheren Qualität wiederum eine eigene (kommunale) Appellation.

## Die Klassifikation der Médoc-Châteaux von 1855

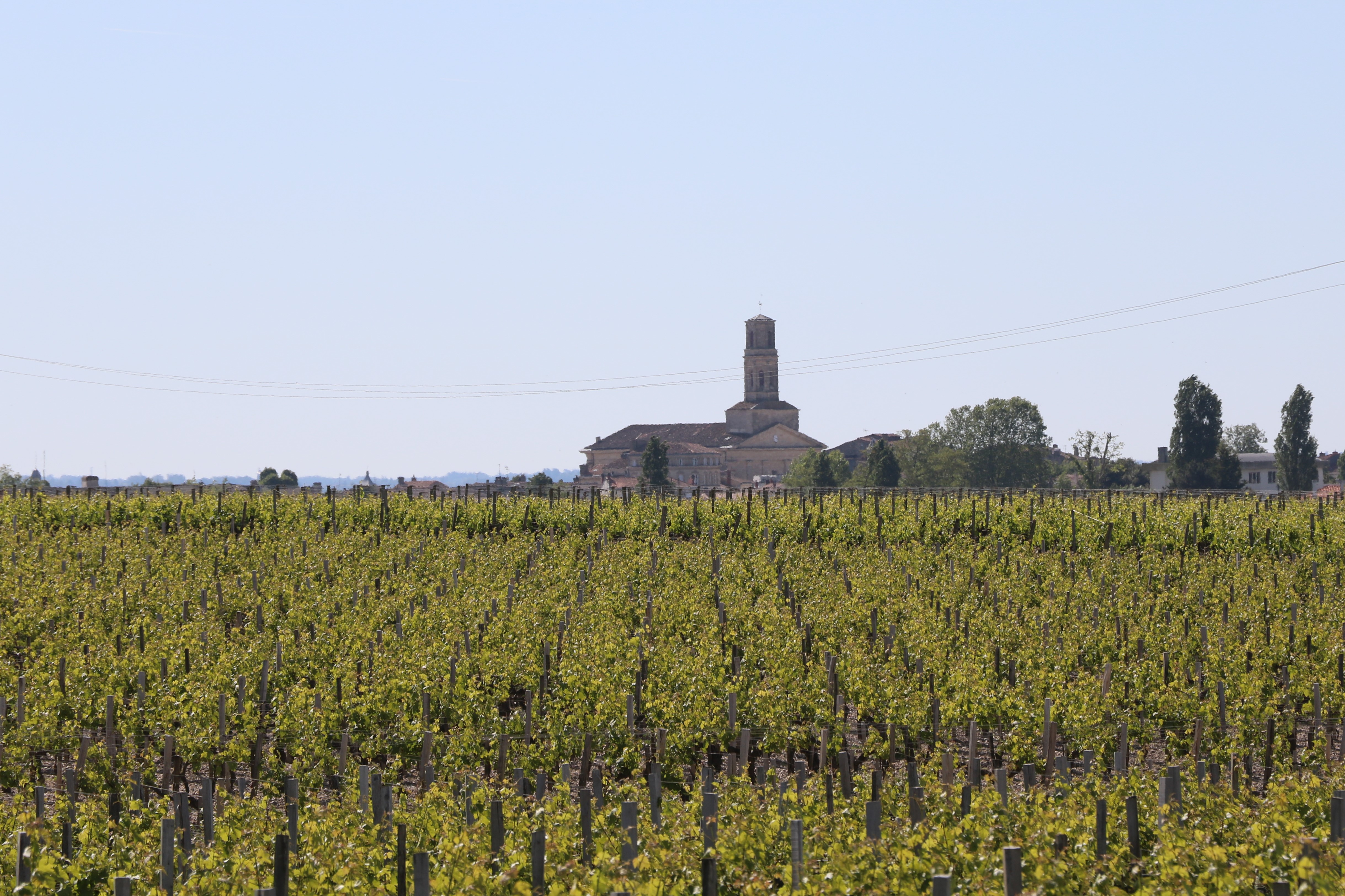
Drei der fünf Ersten Gewächse des Médoc, der Premier Crus, gehören zum Gebiet der AOC Pauillac

Der Begriff Château bezeichnet ein Weingut. Im Jahre 1855 wurde zur Weltausstellung in Paris eine Klassifikation (Grand Cru Classé) für die damals bekannten, teureren Châteaux im Médoc vorgenommen. Dabei wurde als Maßstab im Wesentlichen der über die letzten 100 Jahre erzielte Marktpreis für den vom jeweiligen Weingut erzeugten Wein herangezogen.
Diese Klassifikation wurde seitdem nur ein einziges Mal geändert, als
Château Mouton-Rothschild im Jahre 1973 vom Deuxième zum Premier Cru aufstieg. Das entsprechende Dekret wurde vom damaligen Landwirtschaftsminister Jacques Chirac unterzeichnet.
Ein Château im Médoc ist damit entweder der Gruppe Grand Cru Classé oder der Cru Bourgeois zugeordnet. Änderungen sind nur beim Verkauf eines Weingutes möglich. Da die Klassifizierung an den Besitz gekoppelt ist, kann eine Cru-Bourgeois-Rebfläche, von einem Cru-Classé-Weingut erworben, classé werden und umgekehrt.

### Liste der Châteaux nach der Klassifikation von 1855
Der Klassifizierung gehören heute 61 Weingüter des Médoc- und 27 des Sauterngebietes an. In Klammern die Gemeinde und Appellation.
Premiers Crus
- Château Lafite-Rothschild (Pauillac)
- Château Latour (Pauillac)
- Château Margaux (Margaux)
- Château Mouton-Rothschild (Pauillac), seit 1973, vorher Deuxième Cru
- Château Haut-Brion (Pessac in Graves)

Deuxièmes Crus
- Château Rauzan-Ségla (Margaux)
- Château Rauzan-Gassies (Margaux)
- Château Léoville-las-Cases (Saint-Julien)
- Château Léoville-Poyferré (Saint-Julien)
- Château Léoville-Barton (Saint-Julien)
- Château Durfort-Vivens (Margaux)
- Château Gruaud-Larose (Saint-Julien)
- Château Lascombes (Margaux)
- Château Brane-Cantenac (Cantenac-Margaux)
- Château Pichon-Longueville-Baron (Pauillac)
- Château Pichon-Longueville-Comtesse de Lalande (Pauillac)
- Château Ducru-Beaucaillou (Saint-Julien)
- Château Cos d’Estournel (Saint-Estèphe)
- Château Montrose (Saint-Estèphe)

Troisièmes Crus
- Château Kirwan (Cantenac-Margaux)
- Château d’Issan (Cantenac-Margaux)
- Château Lagrange (Saint-Julien)
- Château Langoa-Barton (Saint-Julien)
- Château Giscours (Labarde-Margaux)
- Château Malescot Saint-Exupéry (Margaux)
- Château Boyd-Cantenac (Cantenac-Margaux)
- Château Cantenac-Brown (Cantenac-Margaux)
- Château Palmer (Cantenac-Margaux)
- Château La Lagune (Ludon / Haut-Médoc)
- Château Desmirail (Margaux)
- Château Calon-Ségur (Saint-Estèphe)
- Château Ferrière (Margaux)
- Château Marquis d’Alesme-Becker (Margaux)

Quatrièmes Crus
- Château Saint-Pierre (Saint-Julien) (auch Saint-Pierre, Bontemps et Sevaistre)
- Château Talbot (Saint-Julien)
- Château Branaire-Ducru (Saint-Julien)
- Château Duhart-Milon-Rothschild (Pauillac)
- Château Pouget (Cantenac-Margaux)
- Château La Tour-Carnet (Saint-Laurent / Haut-Médoc)
- Château Lafon-Rochet (Saint-Estèphe)
- Château Beychevelle (Saint-Julien)
- Château Prieuré-Lichine (Cantenac-Margaux)
- Château Marquis de Terme (Margaux)

Cinquièmes Crus
- Château Pontet-Canet (Pauillac)
- Château Batailley (Pauillac)
- Château Haut-Batailley (Pauillac)
- Château Grand-Puy-Lacoste (Pauillac)
- Château Grand-Puy-Ducasse (Pauillac)
- Château Lynch-Bages (Pauillac)
- Château Lynch-Moussas (Pauillac)
- Château Dauzac (Labarde-Margaux)
- Château d’Armailhac (Pauillac) (früher Mouton-Baron(ne)-Philippe oder Mouton d'Armailhacq)
- Château du Tertre (Arsac-Margaux)
- Château Haut-Bages-Libéral (Pauillac)
- Château Pédesclaux (Pauillac)
- Château Belgrave (Saint-Laurent / Haut-Médoc)
- Château Camensac (Saint-Laurent / Haut-Médoc)
- Château Cos Labory (Saint-Estèphe)
- Château Clerc-Milon-Rothschild (Pauillac)
- Château Croizet-Bages (Pauillac)
- Château Cantemerle (Macau / Haut-Médoc)

### Zweitweine
Die Zweitweine der großen Châteaux genießen keinen Cru-Classé-Status und sind wesentlich preiswerter. Beispiele:
- Les Carruades de Lafite (Château Lafite-Rothschild)
- Les Forts de Latour (Château Latour)
- Clos du Marquis (Château Léoville-las-Cases)
- Pavillon Rouge du Château Margaux (Château Margaux)
- Le Petit Mouton (Château Mouton-Rothschild)
- Bahans Haut-Brion (Château Haut-Brion)
- Closerie de Camensac (Château Camensac)

## Sauternes und Barsac
Ebenfalls 1855 erfolgte die Klassifizierung der edelsüßen Weißweine aus den Gemeinden Sauternes und Barsac.
Premier Cru Supérieur
Diese Klasse ist alleine dem Château d’Yquem (Sauternes) vorbehalten.
Premier Cru Classé
- Château La Tour Blanche (Bommes, Sauternes)
- Château Lafaurie-Peyraguey (Bommes, Sauternes)
- Clos Haut-Peyraguey (Bommes, Sauternes)
- Château de Rayne-Vigneau (Bommes, Sauternes)
- Château Suduiraut (Preignac, Sauternes)
- Château Coutet (Barsac)
- Château Climens (Barsac)
- Château Guiraud (Sauternes)
- Château Rieussec (Fargues, Sauternes)
- Château Rabaud-Promis (Bommes, Sauternes)
- Château Sigalas-Rabaud (Bommes, Sauternes)

Deuxième Cru Classé
- Château de Myrat (Barsac)
- Château Doisy Daëne (Barsac)
- Château Doisy-Dubroca (Barsac)
- Château Doisy-Védrines (Barsac)
- Château d’Arche (Sauternes)
- Château Filhot (Sauternes)
- Château Broustet (Barsac)
- Château Nairac (Barsac)
- Château Caillou (Barsac)
- Château Suau (Barsac)
- Château de Malle (Preignac, Sauternes)
- Château Romer du Hayot (Fargues, Sauternes)
- Château Romer (Fargues, Sauternes)
- Château Lamothe (Sauternes)
- Château Lamothe-Guignard (Sauternes)

## Graves
Für das Gebiet Graves wurde 1953 bzw. 1959 eine einstufige Klassifikation geschaffen, die nach Rot- und Weißweinen unterscheidet. Alle klassifizierten Châteaux liegen in der bis in die südlichen Vororte von Bordeaux reichenden Appellation Pessac-Léognan.

### Klassifikation der Region Graves
| Klassifiziert für Rot- und Weißwein: | Klassifiziert nur für Rotwein:                                                                                                 | Klassifiziert nur für Weißwein:                       |
| - Château Bouscaut - Château Carbonnieux - Domaine de Chevalier - Château Latour-Martillac - Château Malartic-Lagravière - Château Olivier - Château Smith Haut Lafitte | - Château Haut-Bailly - Château de Fieuzal - Château La Mission Haut-Brion - Château Pape-Clément - Château La Tour Haut-Brion | - Château Couhins-Lurton - Château Laville Haut-Brion |

## Saint-Émilion
Die Weine von Saint-Émilion wurden erstmals ab 1954 bewertet und 1955 klassifiziert. Alle klassifizierten Güter gehören der Appellation AOC Saint-Émilion Grand Cru an.
Es gibt zwei Klassen: Premier Grand Cru Classé (mit den beiden Unterklassen A und B) und Grand Cru Classé.
Diese Klassifikation wird regelmäßig überprüft. Dies geschah bisher 1969, 1986, 1996, 2006, 2012 und 2022 und soll zukünftig alle zehn Jahre stattfinden. Dabei gilt, dass sich die Güter für die Klassifizierung bewerben müssen. Im Gegensatz zum Médoc ist sie auch an die Lagen selbst gebunden. So wurde dem Château Beau-Séjour Bécot der Premier-Status 1986 für zehn Jahre entzogen, nachdem das Weingut durch Zukauf von Parzellen seine Rebfläche ausgeweitet hatte.
Am 8. September 2022 veröffentlichte die INAO die neue Liste mit insgesamt 85 eingestuften Weingütern. 14 gehören der Stufe Premiers grands crus an. Die restlichen 71 Güter der Stufe Grands crus; die Einstufung ist voraussichtlich für die Jahrgänge 2022 bis 2031 gültig. Aufgrund erheblicher Streitigkeiten um die Vorgehensweise bei der Bewertung kündigten die Verantwortlichen Pierre Lurton und Pierre-Olivier Clouet der Weingüter Château Ausone und Château Cheval Blanc an, dass sie sich diesmal nicht für eine Auszeichnung bewerben würden. Sie kritisierten insbesondere, dass den Aspekten Tourismus und sozialen Netzwerken zu breiten Raum in der Bewertung gegeben wurde. Konsequenterweise hat die Familie Vauthier (Eigner von Ausone) ebenfalls beschlossen, Château La Clotte nicht mehr zur Wahl zu stellen. Am 5. Januar 2022 kündigte Château Angélus seinen Rückzug aus der bereits begonnenen Prozedur an. Auch für Château Quinault L’Enclos, im Besitz von Bernard Arnault und der Familie Frère, wurde keine Bewerbung eingereicht. Im Juni 2022 zog schließlich Château La Gaffelière seine eingereichte Bewerbung zurück,
| Château Figeac – seit 2022                | Château Pavie                    |                                     |
| Premier Grand Cru Classé 'B'              |                                  |                                     |
| Château Beauséjour Duffau-Lagarrosse      | Château Beau-Séjour Bécot        | Château Bélair-Monange              |
| Château Canon                             | Château Canon-La Gaffelière      | Clos Fourtet                        |
| Château Larcis Ducasse                    | La Mondotte                      | Château Pavie-Macquin               |
| Château Troplong Mondot                   | Château Trotte Vieille           | Château Valandraud                  |
| Grand Cru Classé                          |                                  |                                     |
| Château Badette – seit 2022               | Château Balestard la Tonnelle    | Château Barde-Haut                  |
| Château Bellefont-Belcier                 | Château Bellevue                 | Château Berliquet                   |
| Château Boutisse – seit 2022              | Château Cadet Bon                | Château Cap de Mourlin              |
| Château Chauvin                           | Château Clos de Sarpe            | Château Corbin                      |
| Château Corbin Michotte – seit 2022       | Château Côte de Baleau           | Château Croix de Labrie – seit 2022 |
| Château Dassault                          | Château Destieux                 | Château de Ferrand                  |
| Château de Pressac                        | Château Faugères                 | Château Fleur-Cardinale             |
| Château Fombrauge                         | Château Fonplégade               | Château Fonroque                    |
| Château Franc Mayne                       | Château Grand Corbin-Despagne    | Château Grand Corbin                |
| Château Grand Mayne                       | Château Guadet                   | Château Haut Sarpe                  |
| Château Jean Faure                        | Château Laniote                  | Château Larmande                    |
| Château Laroque                           | Château Laroze                   | Château la Commanderie              |
| Château la Confession                     | Château la Couspaude             | Château la Croizille                |
| Château La Dominique                      | Château la Fleur Morange         | Château la Marzelle                 |
| Château la Serre                          | Château La Tour-Figeac           | Château le Chatelet                 |
| Château le Prieuré                        | Château Mangot                   | Château Monbousquet                 |
| Château Montlabert – seit 2022            | Château Montlisse – seit 2022    | Château Moulin du Cadet             |
| Château Peby Faugères                     | Château Petit Faurie de Soutard  | Château Ripeau                      |
| Château Rochebelle                        | Château Rol Valentin – seit 2022 | Château Saint Georges (Côte Pavie)  |
| Château Sansonnet                         | Château Soutard                  | Château Tour Baladoz – seit 2022    |
| Château Tour Saint Christophe – seit 2022 | Château Villemaurine             | Château Yon Figeac                  |
| Clos Badon Thunevin – seit 2022           | Clos de l'Oratoire               | Clos des Jacobins                   |
| Clos Dubreuil – seit 2022                 | Clos Saint-Julien – seit 2022    | Clos Saint-Martin                   |
| Couvent des Jacobins                      | Lassegue – seit 2022             |                                     |

Weitere Details zur Entwicklung der Klassifizierung findet sich im Artikel Klassifizierung der Weine von Saint-Émilion.

## Pomerol
Eine Klassifikation für Pomerol existiert bis heute nicht; formal sind also alle Weingüter in Pomerol „gleich gut“. Es gibt jedoch einige inoffiziell als Cru Classés angesehene Châteaux. Allgemein anerkannt ist die überragende Stellung von Château Pétrus und die nur wenig geringere Stellung von Chateau Lafleur. Mitglieder der Union des Grands Crus sind die Châteaux Beauregard, Clinet, Gazin, L’Évangile, La Cabanne, La Conseillante, La Croix de Gay, La Pointe, Petit Village, Vieux-Château Certan und Le Pin. Die Mitglieder der „Moueix-Familie“ Château Trotanoy, Latour à Pomerol, La Fleur-Petrus, Lafleur-Gazin und Hosanna gehören ihr trotz vergleichbarer Qualität allerdings nicht an.